# Tiefenbach (Gemeinde Kautzen)
Tiefenbach (früher auch Teufenbach) ist eine Ortschaft und eine Katastralgemeinde der Marktgemeinde Kautzen im Bezirk Waidhofen an der Thaya im niederösterreichischen Waldviertel mit 47 Einwohnern (Stand 1. Jänner 2024).

## Geografie
Östlich von Kautzen und östlich des Taxenbaches gelegen, wird das Dorf über die Thayatal Straße erschlossen. Am 1. April 2020 umfasste die Ortschaft insgesamt 29 Adressen.

## Geschichte
Im 19. Jahrhundert bestanden die Einwohner aus mittelmäßig bestifteten Landbauern und Kleinhäuslern, berichtete Schweickhardt, die neben dem Ackerbau besonders die Viehzucht betrieben und sich auch mit der Erzeugung von Baumwollwaren befassten. Weiters nannte Schweickhardt zwei Mahlmühlen (die Obermühle und die Toiflmühle) sowie eine Papiermühle (heute: Rosental).
Im Jahr 1822 wurde der Ort als Dorf mit 27 Häusern genannt, das nach Kautzen eingepfarrt war, wohin auch die Kinder eingeschult wurden. Die Herrschaft Dobersberg besaß die Ortsobrigkeit, übte die Landgerichtsbarkeit aus, besorgte die Konskription und hatte die Grundherrschaft inne. Laut Adressbuch von Österreich waren im Jahr 1938 in der Ortsgemeinde Tiefenbach ein Gastwirt, ein Gemischtwarenhändler, ein Schmied, eine Schneiderin, ein Schuster, ein Tischler, ein Wagner und mehrere Landwirte ansässig. Im Zuge der Niederösterreichischen Kommunalstrukturverbesserung trat die damalige Ortsgemeinde Tiefenbach per 1. Jänner 1971 der Marktgemeinde Kautzen bei.